# Задоно-Кагальницкая
Задо́но-Кагальни́цкая — станица в Семикаракорском районе Ростовской области.
Административный центр Задоно-Кагальницкого сельского поселения.

## География
Станица Задоно-Кагальницкая расположена в 55 километрах от районного центра — города Семикаракорска и в трёх километрах от русла реки Дон, на границе с Волгодонским районом. На территории земель станицы расположено озеро Трубченское, протекают реки Дальняя Солёная, Солёная, Узкий, Подпольный, Бирючник, ерики Титов и Бешеный.

## История
Точных сведений о возникновении станицы Задоно-Кагальницкой в архивах Ростовской области нет. Первое упоминание о хуторе Задоно-Кагальницком (он же Задонско-Кагальницкий, Задонский, Зелёный) относится к 1837 году, когда он входил в юрт Кагальницкой станицы 1-го Донского округа и значился, как хутор Задонский на левом берегу Солоной, который имел 95 дворов, находился в 16 верстах от окружной станицы. С 1838 года проводилась работа по объединению станиц Траилинской и Кагальницкой. К 1843 году обе станицы были объединены в одну — Богоявленскую. В то время хутор Задоно-Кагальницкий назывался также Зелёным.
В 1859 году хутор значился Кагальницким Богоявленской станицы. Хутор имел 135 дворов, на его территории имелась Богоявленская церковь. На начало XIX века хутор Задоно-Кагальницкий имел 431 хозяйственный двор, число жителей — 1539 человек.

## Население
| 2010 |
| ---- |
| 1929 |

## Улицы
| - ул. 30 лет Победы, - ул. Гагарина, - ул. Ленина, - ул. Набережная, - ул. Победы, | - ул. Степана Разина, - ул. Степная, - ул. Пролетарская, - пер. Больничный, - пер. Валерия Федоренко, | - пер. Казачий, - пер. Комарова, - пер. Промышленный, - пер. Советский, - пер. Школьный. |